# لوسیل (گیتار)
لوسیل (انگلیسی: Lucille) نامی است که به گیتارهای بی.بی. کینگ گفته می‌شود. آن‌ها معمولاً گیتارهای سیاه رنگ گیبسون شبیه به سری ES-355 هستند.

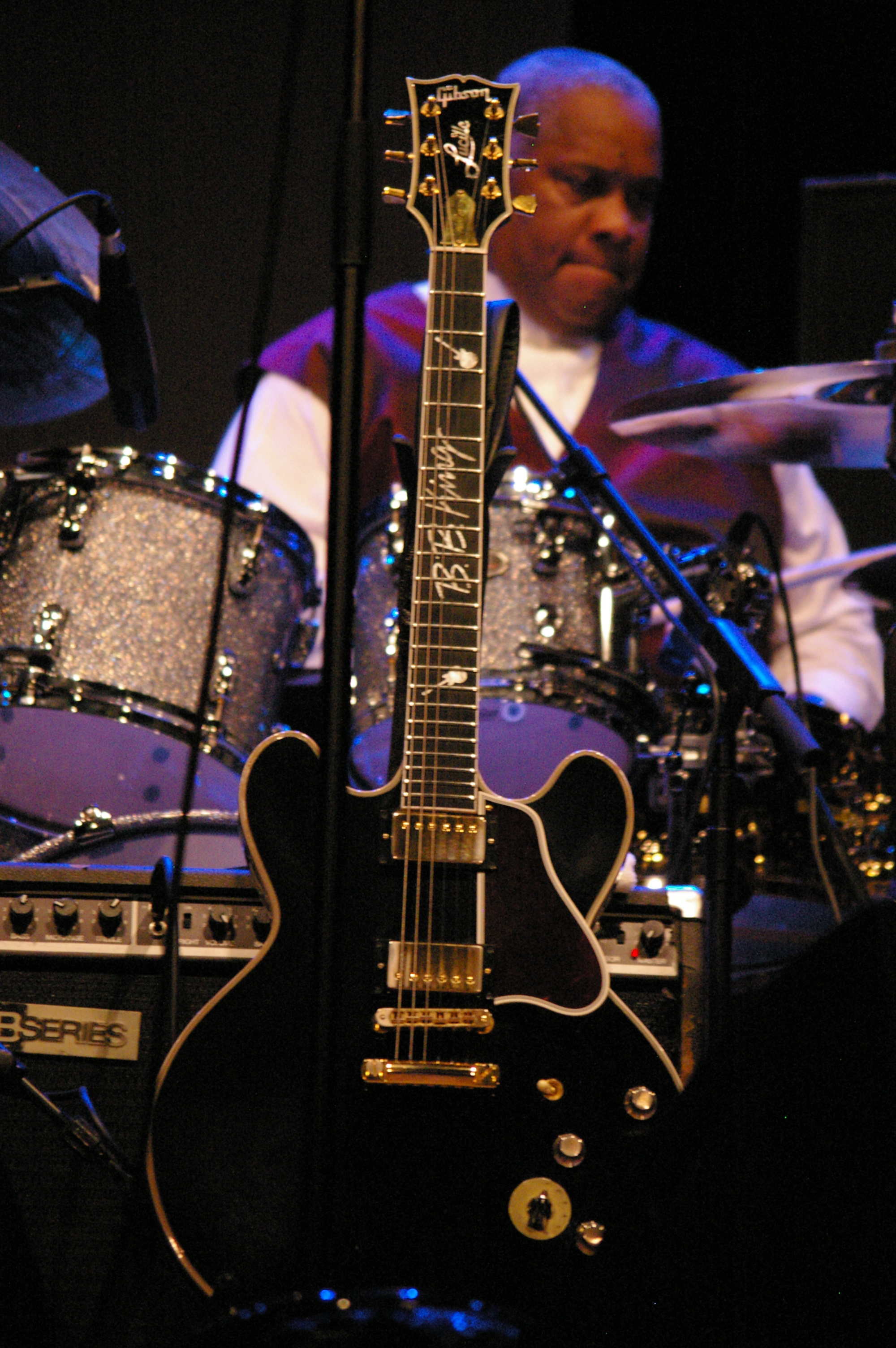
لوسیل

## داستان لوسیل

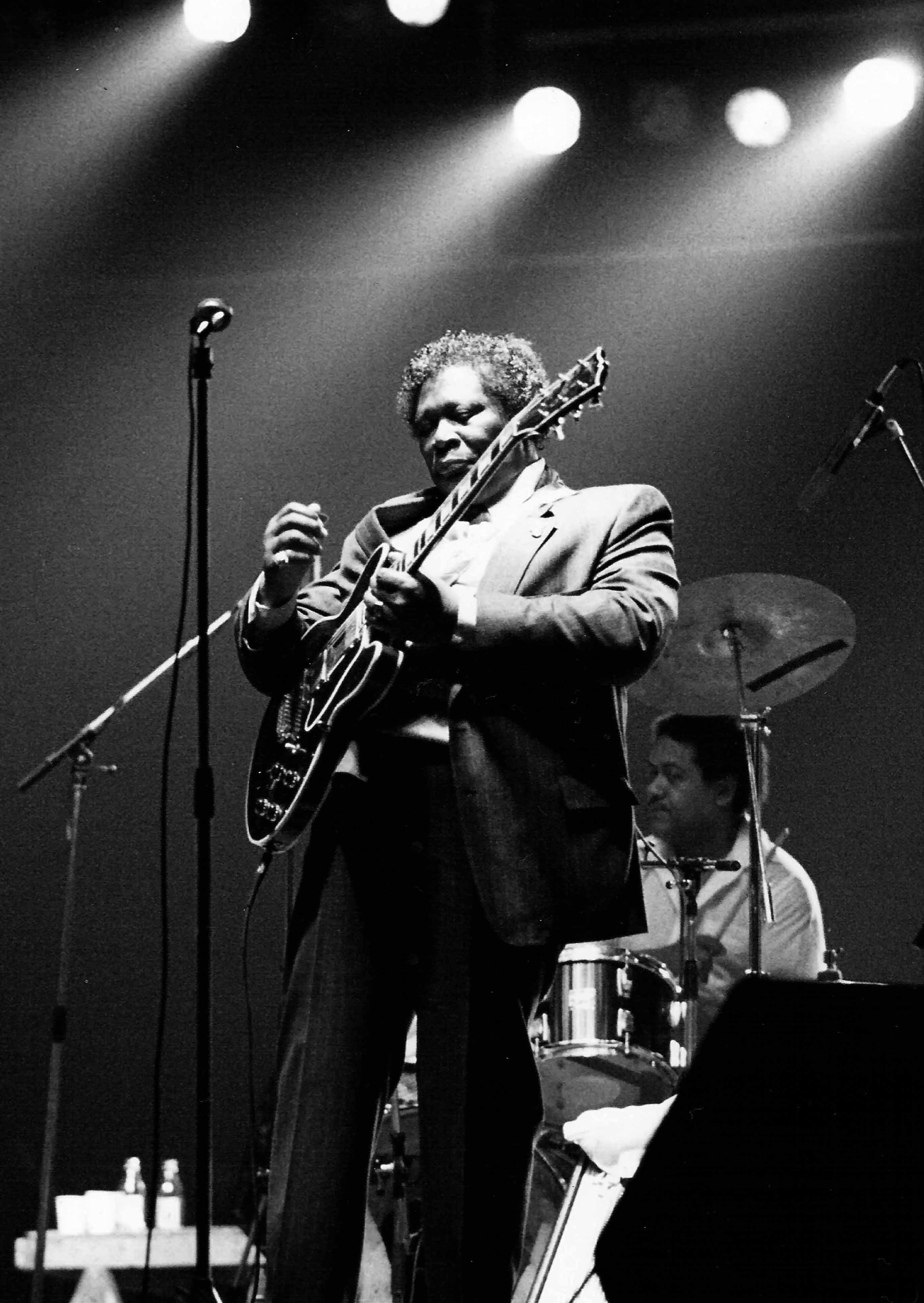
لوسیل و بی.بی. کینگ

در زمستان ۱۹۴۹ بی.بی. کینگ در یک سالن رقص در شهر تویست در ایالت آرکانزاس اجرا می‌کرد. در آن زمان برای گرم کردن سالن از یک بشکه که تا نیمه از نفت چراغ پر شده بود، استفاده می‌شد. در حین اجرا دو مرد شروع به دعوا کردند و این باعث ریخته شدن نفت چراغ و ایجاد یک آتش‌سوزی شد. بعد از تخلیه سالن کینگ متوجه شد که گیتار گیبسون سی دلاریش را در آتش جا گذاشته به همین خاطر به داخل سالن برگشت تا آن را بردارد. در آن آتش‌سوزی دو نفر کشته شدند. فردای آن روز معلوم شد که دو مرد بر سر زنی به نام لوسیل دعوا می‌کردند. کینگ هم نام گیتار خود را لوسیل گذاشت تا به یاد داشته باشد که هیچوقت کار احمقانهٔ رفتن به داخل آتش برای یک گیتار یا دعوا کردن سر یک زن را تکرار نکند.
بی.بی. کینگ در آلبومی به نام لوسیل داستان لوسیل را بازگو می‌کند.

## لوسیل‌ها در طول فعالیت بی.بی. کینگ

### لوسیل‌های نخستین
کینگ در طول فعالیتش گیتارهای مختلف از شرکت‌های مختلف استفاده کرده‌است اما بیشتر از گیتارهای سری ES-355 گیبسون بهره برده‌است.

### لوسیل گیبسون

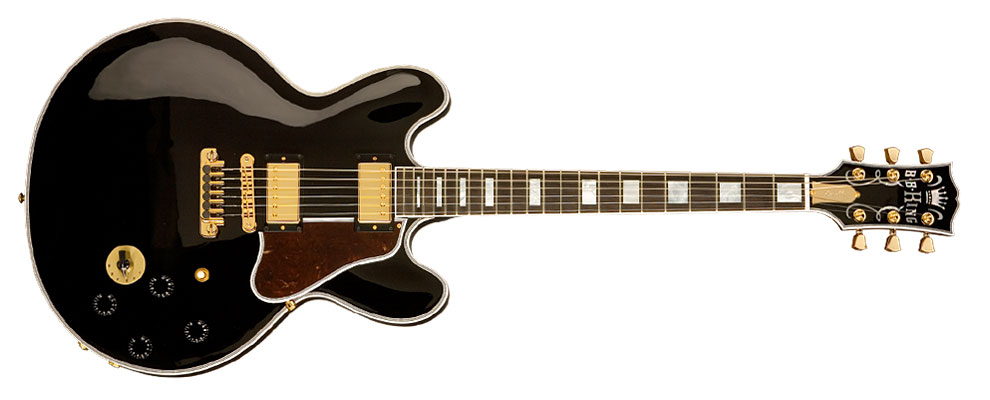
لوسیل گیبسون

در سال ۱۹۸۰ شرکت گیتار گیبسون مدل بی. بی. کینگ لوسیل را عرضه کرد.
شرکت اپیفان که از زیرشاخه‌های گیبسون شده‌است مدلی به همین نام و قیمت پایین‌تر عرضه می‌کند.

### لوسیل کوچک گیبسون

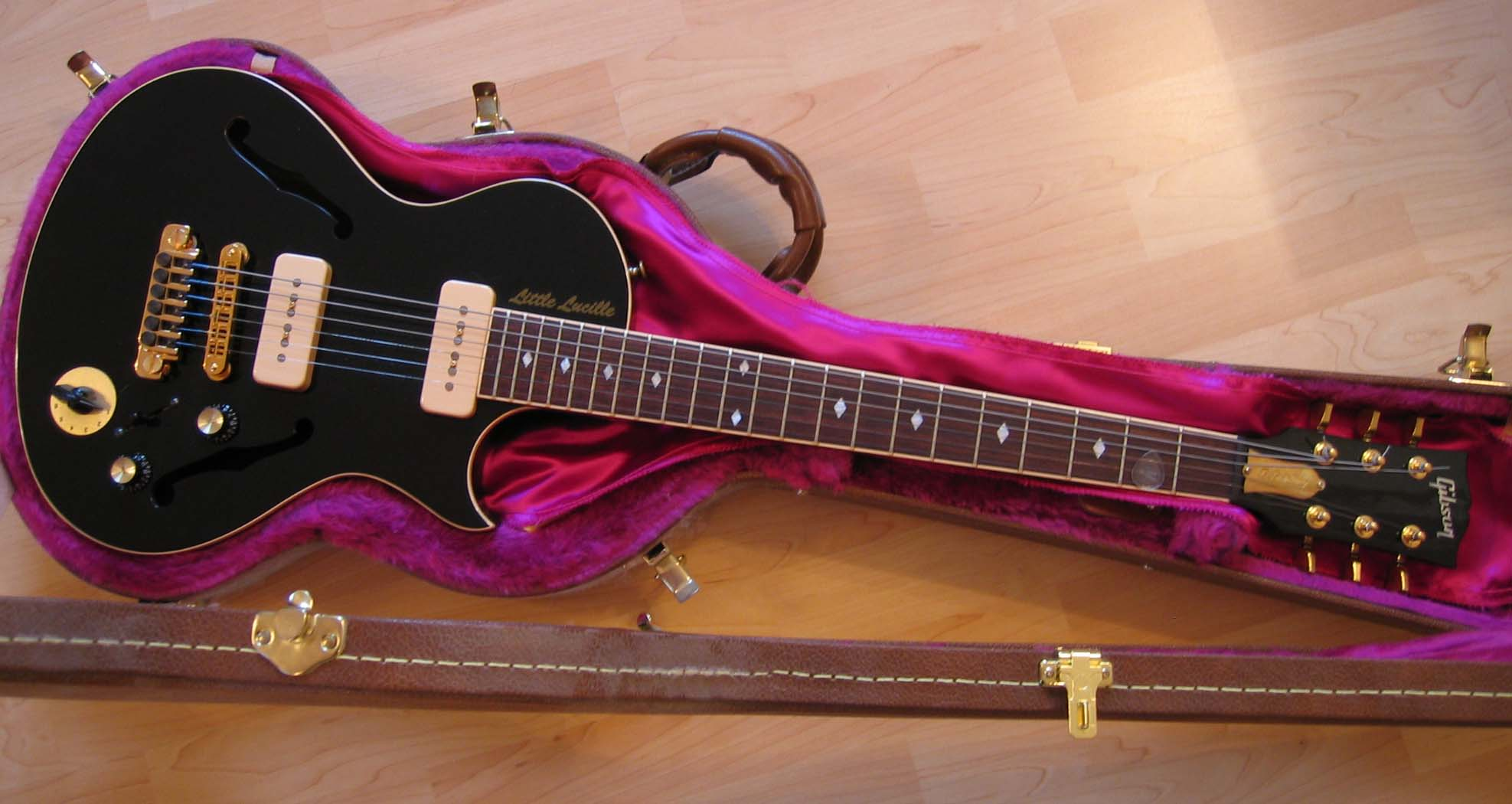
لوسیل کوچک گیبسون

در سال ۱۹۹۹ گیبسون، مدل لوسیل کوچک یا Little Lucille را عرضه کرد که نسخه ای از سری Blueshawk بود. این سری دیگر در آمریکا تولید نمی‌شود.

### لوسیل تولد هشتاد سالگی
در سال ۲۰۰۵ گیبسون به مناسبت هشتاد سالگی بی.بی. کینگ هشتاد گیتار ویژه به نام «لوسیل تولد هشتاد سالگی» تولید کرد. اولین نسخهٔ آن به عنوان هدیهٔ تولد به بی.بی. کینگ داده شد. کینگ از آن گیتار تا تابستان سال ۲۰۰۹ استفاده می‌کرد تا اینکه این گیتار از وی دزدیده شد. در دهم دسامبر ۲۰۰۹ , اریک دال بدون آن که بداند آنرا از یک مغازهٔ نسیه فروشی در لاس وگاس خرید. در حین تحقیق در مورد گیتار از شرکت گیبسون با او تماس گرفته شد. در نوامبر همان سال این لوسیل به بی.بی. کینگ که از پس گرفتن هدیه تولدش خوشحال بود بازگردانده شد.